# Manta Fútbol Club
O Manta Fútbol Club, mais conhecido como Manta, é um clube de futebol equatoriano, da cidade de Manta. 
Fundado no dia 27 de julho de 1998, realiza seus jogos no "Estadio Jocay", que possui capacidade para 20.000 pessoas.

## Títulos

### Nacionais
- Campeonato Equatoriano da 2ª Divisão: 2008
- Campeonato Equatoriano da 3ª Divisão: 2001

### Destaques
- Vice-campeonato Equatoriano da 2ª Divisão: (2002 e 2005-A)